# رامبيج
رامبيج (بالإنجليزية: Rampage)‏ هو فيلم خيال علمي وفيلم وحوش أمريكي من إخراج براد بايتون سنة 2018. الفيلم مرتكز على لعبة فيديو تحمل الاسم نفسه من إصدار ميدواي للألعاب. الفيلم من بطولة دوين جونسون، وناعومي هاريس، ومالين أكرمان، وجو مانغانيلو، وجيفري دين مورغان وجيك لاسي.
الفيلم هو التعاون الثالث بين بايتون وجونسون، بعد الرحلة 2: الجزيرة الغامضة سنة 2012، وسان أندرياس سنة 2015.
بدأ التصوير الرئيسي في أبريل 2017 في شيكاغو. تم إصدار الفيلم في الولايات المتحدة في 13 أبريل 2018 بواسطة وارنر برذرز بيكتشرز، بصيغ (2D) و (RealD 3D) وآيماكس. حقق أكثر من 428 مليون دولار في جميع أنحاء العالم، وتلقى آراء متباينة من النقاد.

## القصة
(دافيس أوكوي)، باحث علمي يفضل الابتعاد عن الناس، ويشترك في علاقة قوية مع (جورج)؛ وهو غوريلا بارع الذكاء، كان يعرفه منذ ولادته، لكن علاقتهما تتعطل بسبب تجربة جينية فاشلة (البروتين المرتبط بكريسبر 9) والتي تُحوّل جورج إلى وحش غاضب، كما سبق أن خضع مفترسان آخران (ذئب وتمساح) لهذذه التعديلات الجينية. يبدأ في تدمير كل ما يصادف طريقه في مدينة شيكاغو، فيتعاون أوكوي مع مهندس وراثي لابتكار ترياق يُعيد المخلوقات لطبيعتها.

## طاقم التمثيل
- دوين جونسون في دور ديفيس أوكوي، جندي سابق في القوات الخاصة الأمريكية، وكذلك عالم رئيسيات ورئيس وحدة مكافحة الصيد الجائر.[14]
- ناعومي هاريس في دور الدكتورة كيت كالدويل.[15]
- مالين أكرمان في دور كلير وايدن، الرئيس التنفيذي لشركة (Energyne) المسؤولة عن العدوى والطفرة لكل من جورج ورالف وليزي.[16]
- جيفري دين مورغان في دور هارفي راسل، وكيل حكومي يعمل في «وكالة حكومية أخرى».[17]
- جيك لاسي في دور بريت وايدن، شقيق كلير الغامض.
- جو مانغانيلو في دور بورك، قائد مجموعة عسكرية خاصة.[18]
- بي جاي بيرن في دور نيلسون، عالم وصديق أوكوي.[19]
- مارلي شيلتن في دور الدكتور كيري أتكينز، عالم ورائد فضاء.[20]
- ديمتريوس غروس في دور العقيد بليك.[21]
- جاك كوايد في دور كونور.[22]
- بريان هيل في دور إيمي.[23]
- مات جيرالد في دور زميت.[24][25]
- أوريا فابر في دور جاريك.
- ويل يان لي في دور الوكيل بارك.[26]

## الإصدار
تم إصدار الفيلم في 13 أبريل 2018، في صيغ (3D) وآيماكس، بواسطة وارنر برذرز بيكتشرز، بعد أن تم تحديد موعد إطلاقه في البداية بعد أسبوع، في 20 أبريل. تم إلغاء تاريخ الإصدار بعد أن قام فيلم المنتقمون: الحرب اللانهائية بتغيير إصداره أيضًا لمدة أسبوع، حتى 27 أبريل، وذلك لتوفير مدة أسبوعين لفيلم رامبيج. تم إصدار الفيلم بالصدفة بعد 3 أسابيع من (Pacific Rim: Uprising)، وهو فيلم أمريكي آخر من أفلام كايجو.
كجزء من الترويج، تم توفير ثلاث ألعاب جديدة: واحدة هي لعبة متصفح تسمى (Rampage: City Smash)؛ وهناك لعبة آركيد أخرى؛ ولعبة واقع افتراضي مجانية تسمى (Project Rampage VR).

## روابط خارجية
- رامبيج على موقع IMDb (الإنجليزية)
- رامبيج على موقع ميتاكريتيك (الإنجليزية)
- رامبيج على موقع روتن توميتوز (الإنجليزية)
- رامبيج على موقع نتفليكس (الإنجليزية)
- رامبيج على موقع ألو سيني (الفرنسية)
- رامبيج على موقع Turner Classic Movies (الإنجليزية)
- رامبيج على موقع أول موفي (الإنجليزية)
- رامبيج على موقع بوكس أوفيس موجو (الإنجليزية)
- رامبيج على موقع فيلمافينيتي (الإسبانية)
- رامبيج على موقع قاعدة بيانات الفيلم (الإنجليزية)